# 汤坪镇
汤坪镇是中国陕西省安康市宁陕县下辖的一个镇。

## 行政区划
汤坪镇下辖以下行政区：
汤坪村、麻庄村、渔湾村、青草村、青龙村、八亩村、栗柞村、华严村、大坪村、柏杨村、狮子坝村、新民村